# Пустое зеркало
«Пусто́е зе́ркало» (англ. The Empty Mirror) — первый полнометражный фильм американского режиссёра Бэрри Дж. Херши. Картина рассказывает о последней неделе жизни Адольфа Гитлера, которую он провёл  в Фюрербункере. В главных ролях снялись Норман Родуэй, Джоэл Грей и Камилла Сёэберг.

## Сюжет
Данный фильм снят в стиле потока сознания. В центре сюжета — Адольф Гитлер, диктующий свои воспоминания машинисту, а также его окружение: Йозеф Геббельс, Ева Браун и Герман Вильгельм Геринг. Все они скрываются в Фюрербункере вместе с психиатром Зигмундом Фрейдом, который, анализируя сказанное Гитлером, пытается оценить психическое состояние диктатора.     

## Отзывы
Лауренс ван Гелдер, критик The New York Times, в целом отрицательно оценил фильм, который назвал «мешаниной псевдопсихотерапии». Гелдер написал, что в картине «большое количество стиля скрывает малое количество смысла» и «Адольф Гитлер, возможно, имел много черт характера, но кажется маловероятным, что он был таким необычайно скучным». В газете Los Angeles Times Кевин Томас заметил, что «в этом фильме много шикарных визуальных эффектов, но они служат лишь для того, чтобы подчеркнуть драматичность усилий, принятых создателями». Позитивно оценил картину Питер Стак в San Francisco Chronicle, назвав её «страшной, немного смешной, но всё же захватывающей». Тодд Маккартни в Variety написал, что фильм «предоставляет Адольфу Гитлеру возможность анализировать свою коварную карьеру».

## В ролях
| Актёр           | Роль                    |
| --------------- | ----------------------- |
| Норман Родуэй   | Адольф Гитлер           |
| Джоэл Грей      | Йозеф Геббельс          |
| Камилла Сёэберг | Ева Браун               |
| Питер Майкл Гец | Зигмунд Фрейд           |
| Даг Маккиэн     | машинист                |
| Гленн Шэдикс    | Герман Вильгельм Геринг |
| Пол Кобрински   | тюремщик                |
| Хоуп Аллен      | женщина в чёрном        |

## Награды и номинации
| Награды и номинации               | Награды и номинации | Награды и номинации         | Награды и номинации | Награды и номинации |
| Фестиваль                         | Год                 | Категория                   | Номинирован(а)      | Итог                |
| --------------------------------- | ------------------- | --------------------------- | ------------------- | ------------------- |
| Cinequest San Jose Film Festival  | 1998                | Лучший независимый фильм    |                     | Номинация           |
| Fantasporto                       | 1997                | Лучшая операторская работа  | Фредерик Элмс       | Победа              |
| Nashville Film Festival           | 1997                | Лучший художественный фильм |                     | Победа              |
| New England Film & Video Festival | 1997                | Лучший фильм                |                     | Победа              |
| New Orleans Film Festival         | 1997                | Премия Люмьера              | Бэрри Дж. Херши     | Победа              |
| WorldFest Houston                 | 1997                | Лучший фильм                |                     | Победа              |
| WorldFest Houston                 | 1997                | Лучшая операторская работа  | Фредерик Элмс       | Победа              |
| WorldFest Charleston              | 1996                | Лучший фильм                |                     | Победа              |